# Франк Баньяк
Макі Франк Баньяк Муеньї (фр. Macky Frank Bagnack Mouegni; нар. 7 червня 1995, Яунде, Камерун) — камерунський футболіст, центральний захисник казахського «Кайрата».

## Клубна кар'єра

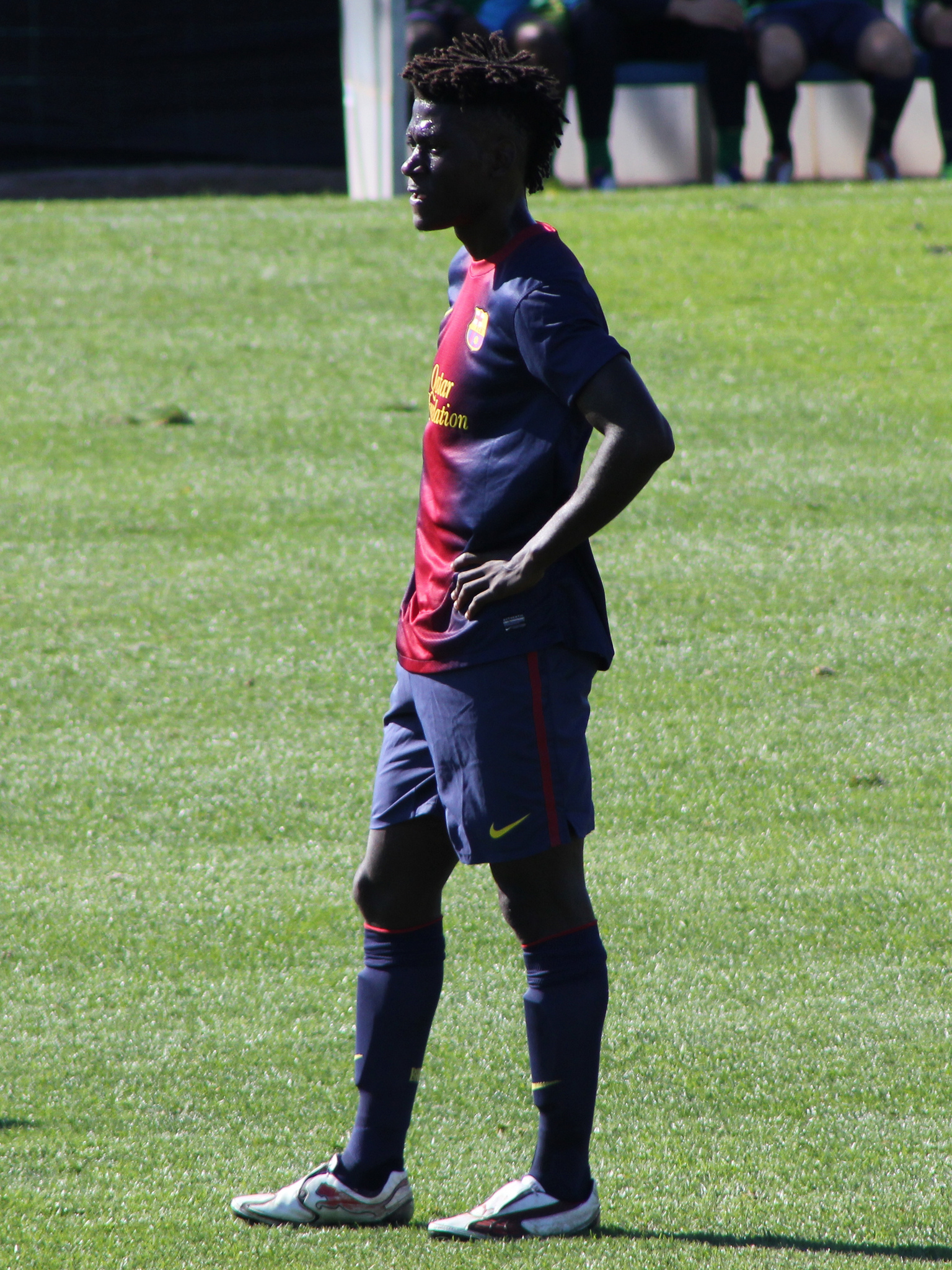
Франк Баньяк під час виступів за «Барселону Б».

Народився в Яунде. Футболом розпочав займатися в «Академії Самюеля Ето'О», а в 2008 році у 13-річному віці перебрався до академії «Барселони». Наприкінці 2010 року зламав ногу під час товариського матчу в Бразилії проти «Крузейро», через що вибув на півроку. Лише в липні 2011 року повернувся до юнацької команди, з якими брав участь у NextGen Series 2011/12, де каталонці дійшли до чвертьфіналу. 3 серпня 2012 року переведений до резервної команди каталонців.
На професіональному рівні дебютував 8 вересня 2012 року, замінивши на 75-й хвилині Кіко Феменію у виїзному (1:0) переможному поєдинку Сегунда Дивізіону проти «Гвадалахари». Однак це був його єдиний поєдинок у сезоні.
Однак Франк отримав свої девіденди від відходу Давіда Ломбана та Марка Муньєси в сезоні 2013/14 років, зіграв у 24 матчах. 28 січня 2014 року продовжив угоду з каталонцями до 2017 року й відзначився своїм першим голом 7 червня, у виїзному переможному (2:1) поєдинку проти «Еркулеса».
У сезоні 2014/15 років Баньяк отримав одинадцять жовтих карток і одну червону у сезоні, за підсумкам якого його команда вилетіла до Сегунда Дивізіону Б, а вилучення отримав 8 листопада в програному (0:1) поєдинку проти «Реал Бетіса». 12 січня 2016 року розірвав контракт з «Барсою», а незабаром після цього приєднався до «Нанта». Проте виступав лише за резервну команду клубу.
31 серпня 2016 року повернувся до Іспанії після підписання 1-річної угоду з «Реал Сарагосою». За нову команду дебютував 10 вересня 2016 року в програному (2:4) виїзному матчі чемпіонату проти «Леванте». У сезоні 2016/17 років провів 7 матчів у Сегунда Дивізіоні.
У серпні 2017 року перейшов до клубу австрійської Бундесліги «Адміра Ваккер Медлінг», з яким уклав контракт до червня 2019 року. Дебютував у вище вказаному клубі 3 лютого 2018 року у програному (0:1) виїзному матчі проти «Ред Булл Зальцбург».
У червні 2018 року підписав трирічний контракт з «Олімпією» (Любляна), де провів два успішних сезони.
27 липня 2020 року підписав трирічний контракт з «Партизаном».
У липні 2021 року підписав контракт до грудня 2023 року із казахстанським «Кайратом».
31 січня 2023 року приєднався в оренд до «Парі НН», розрахованої до червня 2023 року з можливістю остаточного переходу.

## Кар'єра в збірній
Після виступів за молодіжну збірну Камеруну, викликаний до основної збірної на Кубок африканських націй 2015. 7 січня 2015 року дебютував за збірну Камеруну в товариському матчі проти ДР Конго. Він вийшов на заміну в перерві, замість Рауля Лое і відіграв весь другий тайм.
У серпні 2017 року став частиною списку гравців олімпійської збірної Камеруну, яка грала на Іграх ісламської солідарності 2017 року в Баку.

## Стиль гри
Франк має всі необхідні для захисника «Барселони» якості. Він агресивний без м'яча, чудово пресингує, має відмінний вибір позиції, намагається негайно повернути м'яч команді. Схильний порушувати правила. Окрім цього, він має навички, які є у півзахисників та нападників, і чудово відчуває, в який момент потрібно віддати пас. І завжди холоднокровний, що для футболіста є чи не найважливішою якістю.

## Особисте життя
Франк — третій із шести дітей у сім'ї. Своїми кумирами вважає Карлеса Пуйоля та Пепе.

## Статистика виступів

### Клубна
Станом на 15 жовтня 2022.
| Сезон                          | Команда                        | Чемпіонат                      | Чемпіонат | Чемпіонат | Нац. кубок | Нац. кубок | Нац. кубок | Конт. кубок | Конт. кубок | Конт. кубок | Інші кубки | Інші кубки | Інші кубки | Загалом | Загалом |
| Сезон                          | Команда                        | Змаг.                          | Матчі     | Голи      | Змаг.      | Матчі      | Голи       | Змаг.       | Матчі       | Голи        | Змаг.      | Матчі      | Голи       | Матчі   | Голи    |
| ------------------------------ | ------------------------------ | ------------------------------ | --------- | --------- | ---------- | ---------- | ---------- | ----------- | ----------- | ----------- | ---------- | ---------- | ---------- | ------- | ------- |
| 2012-2013                      | «Барселона Б»                  | СД                             | 1         | 0         | -          | -          | -          | -           | -           | -           | -          | -          | -          | 1       | 0       |
| 2013-2014                      | «Барселона Б»                  | СД                             | 24        | 1         | -          | -          | -          | -           | -           | -           | -          | -          | -          | 24      | 1       |
| 2014-2015                      | «Барселона Б»                  | СД                             | 18        | 0         | -          | -          | -          | -           | -           | -           | -          | -          | -          | 18      | 0       |
| 2015-січ. 2016                 | «Барселона Б»                  | СДБ                            | 0         | 0         | -          | -          | -          | -           | -           | -           | -          | -          | -          | 0       | 0       |
| Загалом за «Барселону Б»       | Загалом за «Барселону Б»       | Загалом за «Барселону Б»       | 43        | 1         |            | -          | -          |             | -           | -           |            | -          | -          | 43      | 1       |
| січ.-лип. 2016                 | «Нант II»                      | АЧФ                            | 7         | 0         | -          | -          | -          | -           | -           | -           | -          | -          | -          | 7       | 0       |
| сер. 2016                      | «Нант II»                      | АЧФ                            | 1         | 0         | -          | -          | -          | -           | -           | -           | -          | -          | -          | 1       | 0       |
| Загалом за «Нант II»           | Загалом за «Нант II»           | Загалом за «Нант II»           | 8         | 0         |            | -          | -          |             | -           | -           |            | -          | -          | 8       | 0       |
| сер. 2016-2017                 | «Реал Сарагоса»                | СД                             | 7         | 0         | КІ         | 1          | 0          | -           | -           | -           | -          | -          | -          | 8       | 0       |
| 2017-2018                      | «Адміра Ваккер»                | БЛ                             | 1         | 0         | КА         | 0          | 0          | -           | -           | -           | -          | -          | -          | 1       | 0       |
| 2018-2019                      | «Олімпія» (Любляна)            | 1 СНЛ                          | 23        | 1         | КС         | 4          | 0          | ЛЧУ+ЛЄУ     | 2+3         | 0           | -          | -          | -          | 32      | 1       |
| 2019-2020                      | «Олімпія» (Любляна)            | 1 СНЛ                          | 25        | 1         | КС         | 1          | 0          | ЛЄУ         | 4           | 0           | -          | -          | -          | 30      | 1       |
| Загалом за «Олімпію» (Любляна) | Загалом за «Олімпію» (Любляна) | Загалом за «Олімпію» (Любляна) | 48        | 2         |            | 5          | 0          |             | 9           | 0           |            | -          | -          | 62      | 2       |
| 2020-2021                      | «Партизан»                     | СЛ                             | 16        | 0         | КС         | 0          | 0          | ЛЄУ         | 2           | 0           | -          | -          | -          | 18      | 0       |
| лип.-гр. 2021                  | «Кайрат»                       | КПЛ                            | 6         | 0         | КК         | 5          | 0          | ЛЧУ+ЛЄУ+ЛКУ | 1+1+8       | 1+0+0       | СК         | -          | -          | 21      | 1       |
| 2022                           | «Кайрат»                       | ПЛК                            | 8         | 0         | КК         | 2          | 0          | ЛКУ         | 2           | 0           | СК         | 1          | 0          | 13      | 0       |
| Загалом за «Кайрат»            | Загалом за «Кайрат»            | Загалом за «Кайрат»            | 14        | 0         |            | 7          | 0          |             | 12          | 1           |            | 1          | 0          | 34      | 1       |
| Усього за кар'єру              | Усього за кар'єру              | Усього за кар'єру              | 137       | 3         |            | 13         | 0          |             | 23          | 1           |            | 1          | 0          | 174     | 4       |

### У збірній

#### По роках
Станом на 15 січня 2015
| Національна збірна | Рік   | Матчі | Голи |
| ------------------ | ----- | ----- | ---- |
| Камерун            | 2015  | 2     | 0    |
| Камерун            | 2020  | 1     | 0    |
| Камерун            | 2021  | 1     | 0    |
| Total              | Total | 4     | 0    |

#### По матчах
| Дата       | Місто     | Господарі  | Результат | Гості    | Турнір                                  | Голи | Примітки |
| ---------- | --------- | ---------- | --------- | -------- | --------------------------------------- | ---- | -------- |
| 7-1-2015   | Яунде     | Камерун    | 1 – 1     | ДР Конго | товариський матч                        | -    | 46'      |
| 10-1-2015  | Лібревіль | Камерун    | 1 – 1     | ПАР      | товариський матч                        | -    |          |
| 16-11-2020 | Мапуту    | Мозамбік   | 0 – 2     | Камерун  | Відбір до Кубка африканських націй 2021 | -    | 83'      |
| 26-3-2021  | Прая      | Кабо-Верде | 3 – 1     | Камерун  | Відбір до Кубка африканських націй 2021 | -    |          |
| Усього     |           | Матчів     | 4         |          | Голів                                   | 0    |          |

## Досягнення
«Олімпія» (Любляна)
- Кубок Словенії
  -  Володар (1): 2018/19

«Кайрат»
- Кубок Казахстану
  -  Володар (1): 2021